# Hong Ling
Hong Long (chiń. 红凌; ur. 27 listopada 1966, zm. 7 lutego 2020) – chiński genetyk, profesor i doradca doktorski w Huazhong University of Science and Technology.

## Życiorys
Hong kształcił się na Uniwersytecie Wuhan na kierunku biologii, gdzie ukończył studia w lipcu 1987 roku i uzyskał tytuł licencjata. W grudniu 1994 ukończył studia na Uniwersytecie w Arizonie, uzyskując tytuł doktora biochemii. Po ukończeniu studiów rozpoczął karierę jako biochemik na Wydziale Biologii Molekularnej i Komórkowej Uniwersytetu Kalifornijskiego w Berkeley. Od marca 2007 pełnił funkcję profesora biologii molekularnej na Uniwersytecie Nauk i Technologii w Huazhong. Badał główne i rzadkie choroby ludzkie przy użyciu zarówno ludzkich, jak i modelowych organizmów.
Podczas pandemii COVID-19, Hong zainfekował się koronawirusem. Zmarł 7 lutego 2020 roku na COVID-19 w szpitalu Wuhan Union.